# Tiefenbach-Haus

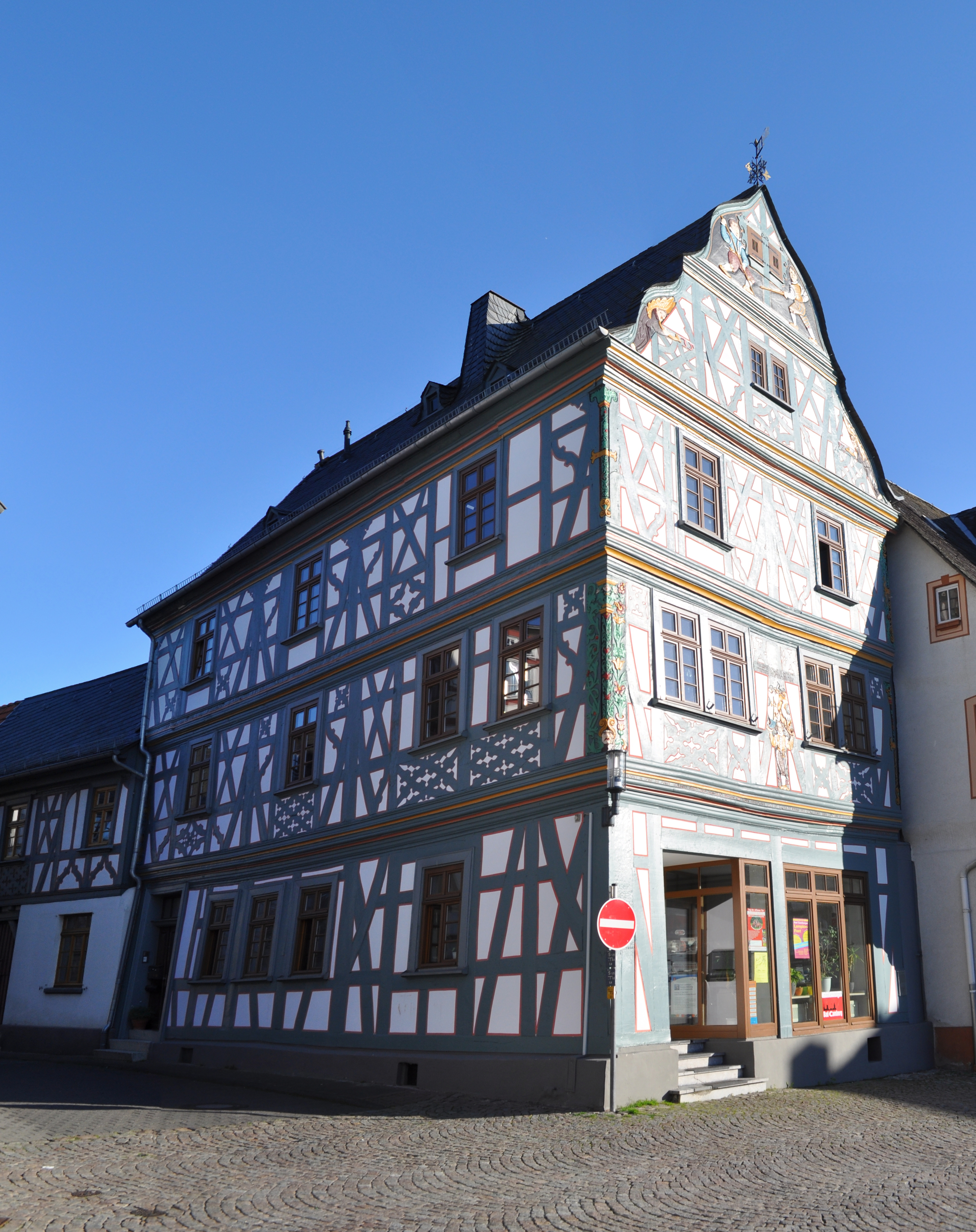
Tiefenbach-Haus in Bad Camberg

Das sogenannte Tiefenbach-Haus (später auch als Haus Sadony bezeichnet) ist ein geschütztes Kulturdenkmal in Bad Camberg, einer Stadt im Süden des mittelhessischen Landkreises Limburg-Weilburg. Es wurde 1592 für Johann Tiefenbach, Rentmeister der evangelischen Pfandherren von Dienheim und Nassau-Idstein, errichtet. Das Wohn- und Geschäftshaus liegt am Marktplatz 4.
Der große Rechteckbau mit beherrschendem Schaugiebel am Markt zeigt in der Figur des Amtmannes über dem Erdgeschoss den Bauherrn mit Wappen. Die lateinische Balkeninschrift betont die Unverletzlichkeit des Wortes Gottes und sein Bekenntnis zum Protestantismus, ein demonstratives Auftreten gegen die kurtrierische Ausweisung der Camberger Protestanten im Jahr 1582.
Ein musizierender Engel und streitende Landsknechte sind im Giebelfeld aufgemalt. Das Fachwerkhaus ist der bedeutendste und zeitlich früheste Schmuckfachwerkbau der Renaissance in Camberg.